# Anna Ibrisagic
Anna Ibrisagic este un om politic suedez, membru al Parlamentului European în perioada 2004-2009 din partea Suediei.
1. ↑  Deputații în Parlamentul European
2. ↑  Riksdagens protokoll 2003/04:132 Lördagen den 19 juni, accesat în 1 iulie 2021
3. ↑  Riksdagens protokoll 2003/04:131 Fredagen den 18 juni, accesat în 30 iunie 2021